# أبو عمر الكندي
أبو عمر الكندي (283 - 350 هـ) مؤرخ مصري ونسابة وعالم بكتب الحديث وعلوم العرب. كان عارفا بأحوال الناس وسير الملوك، وله مصنفات في صنوف الأخبار والأحداث التاريخية. درس على يد أشهر المحدثين في عصره وهو الإمام النسائي.

## نسبه
محمد بن يوسف بن يعقوب بن حفص بن يوسف بن نصير بن معاوية بن زيد بن عبد الله بن قيس بن الحارث بن عميس بن ضبيع بن عبد العزيز بن عامر بن مالك بن بدّا بن أداة بن عدي بن أشرس بن شبيب بن السكون بن أشرس بن كندة.

## مولده ونشأته
ولد يوم النحر سنة 283 هـ. عاصر فترة ضعف الطولونيين وانهيار دولتهم في صباه، ثم شهد فترة الاضطرابات والصراعات التي سادت مصر بعد ذلك حتى قيام دولة الإخشيد. ثم عاصر حكم الإخشيد بما فيه من استقرار ورخاء، وشهد جانبا من فترة وصاية كافور.

## شيوخه
عُني بطلب العلم على مختلف العلماء من مصر وخارجها. وقد تلقى عليهم علوما متنوعة كالتاريخ، والأنساب، والحديث، وعلوم العربية، والفقه، منهم:
| - علي بن حسن بن خلف بن قديد الأزدي - أحمد بن شعيب النسائي | - عبد الله بن حنين الكلابي - عبد الواحد بن محمد البلخي | - محمد بن عبد الصمد الصدفي - عاصم بن رازح الخولاني | - علي بن رازح الخولاني |

## تلاميذه
وله تلاميذ عديدون مصريون وغير مصريين رووا عنه الحديث والتاريخ، ومن هؤلاء:
| - علي بن محمد بن إبراهيم الحضرمي - محمد بن رشيق المكتب | - خلف بن قاسم بن سهل - عبد الرحمن بن عمر التجيبي |  |  |

## مؤلفاته
خلف الكندي آثارًا وكتبًا متعددة ضاع معظمها ولكنها كانت باقية من خلال المؤرخين الذين كانوا يقتبسون أجزاء كبيرة منها، ولم يتبقى منها كاملا إلا كتابان هما:
- «تسمية ولاة مصر» وأحيانا يسمى «أمراء مصر» حروبهم والأحداث التي وقعت في عصر كل منهم بدأ بعمرو بن العاص وصولا إلى محمد بن طغج الإخشيدي حيث تنتهي الرواية بوفاته في ذي الحجة 334 هجرية ويلي ذلك تتمة أضافها مؤرخ آخر من بعده تشمل باقي الولاة حتى دخول الفاطميين مصر.

- «قضاة مصر» ويشمل على تاريخ القضاة الذين تولَّوْا منصب القضاء في مصر حتى عام 246 هـ مثل كتاب عبد الرحمن بن عبد الحكم «فتوح مصر وأخبارها» ويعتمد كتاب الكندي على رواية ابن عبد الحكم بشكل كامل إلا أنه مال إلى التفصيل فأتى كتابه خمسة أضعاف نسخة ابن عبد الحكم.

## وفاته
توفي يوم الثلاثاء لثلاث خلون من شهر رمضان سنة 350 هـ بمصر، ودفن مقابر بمقابر غافق وكندة.